# Grottes de la Chantoire
De Grottes de la Chantoire (of: Trou des Sottais) zijn een grottencomplex ten zuiden van Andrimont, op de rechteroever van de Vesder. Een chantoir is een verdwijngat.
Einde 19e eeuw werden in deze grot archeologische opgravingen verricht en prehistorische overblijfselen gevonden. Het betreft een grote gang die uitkomt in een kleine zaal van waar diverse afgesloten pijpen ontspringen. Er leven aan grotten aangepaste ongewervelden, en daarnaast ook veel vleermuizen.
Het volksgeloof ziet in de grot een woonplaats voor kabouters als nutons en sottais.
Boven de grot bevindt zich de ruïne van de Sint-Annakapel.